# 交響曲第6番 (ヴィラ＝ロボス)
交響曲第6番「ブラジルの山の山稜」（Sobre a linha das montanhas do Brasil）は、エイトル・ヴィラ＝ロボスが1944年に作曲した交響曲。

## 概要
本作は1944年にリオデジャネイロで作曲された。初演は1950年4月29日に作曲者自身の指揮、市立劇場管弦楽団の演奏により、リオデジャネイロで行われた。曲は妻のミンディーナ（Mindinha）に献呈された。
1928年から1929年のヴィラ＝ロボスとのパリでの会話を基にした初期の報告によれば、6番目の交響曲（「Symphonie indienne」との副題を持つ、ブラジル土着の主題に基づく作品）は交響曲第5番の直後に書かれ、これはオペラ『Malazarte』（1921年）と同時期であったが、演奏されることはなかったのだという。しかし、ヴィラ＝ロボスの公式作品カタログにはそのような作品を見出すことはできない。

## 楽器編成
ピッコロ2、フルート3、オーボエ2、コーラングレ、クラリネット2、バスクラリネット、ファゴット2、コントラファゴット、ホルン4、トランペット4、トロンボーン4、チューバ、ティンパニ、タムタム、大型のスネアドラム、インディアンドラム、スネアドラム、シンバル、ヴィブラフォン、チェレスタ、ハープ2、弦五部。

## 楽曲構成
全4楽章で構成される。演奏時間は約26分半。
1. Allegro non troppo
2. Lento
3. Allegretto quasi animato
4. Allegro

この作品の主要主題はブラジル、ベロオリゾンテの山々の姿をグラフ用紙に投影し、旋律に置き換えることで生成されている。ヴィラ＝ロボスはこの手法を「グラフ化」（milimetrazação）と称しており、英語では「millimetrization」、もしくは「milmeterization」と表現されることもある。この旋律をピアノ用に和声付けした版は、同じ手法を用いた「New York Skyline」という作品と共に、『New Music』誌のブラジル人作曲家特集が組まれた1942年10月号で最初に発表された。
第1楽章は少々定型から外れたソナタ形式を取っており、ヴィラ＝ロボスが普段から行っていたように再現部からは第2主題が省略されている。全体的な調性中心はハ調にあり、副次的な調性域はニ調とト調である。
第2楽章において、ヴィラ＝ロボスは音を抜くことでその音に注意を引く技法を用いている。ほぼ間違いなく無調である33小節-47小節の部分で、クラリネット独奏が11の半音階的な音を繰り返して長い旋律を紡いでいく際、ト音を除いている。その後47小節目からヴィオラが入ってくるにあたり、この音が決然と導入されてくるのである。

## 関連文献
- Béhague, Gerard. 1994. Villa-Lobos: The Search for Brazil's Musical Soul. Austin: Institute of Latin American Studies, University of Texas at Austin, 1994. ISBN 0-292-70823-8.
- Paz, Ermelinda A. 1988. Heitor Villa-Lobos, o educador. Prêmio Grandes Educadores Brasileiros. Monografias Premiadas, 1988, Segunda Parte. Brasília: Instituto Nacional de Estudos e Pesquisas Educacionais. (Archive from 5 August 2016, accessed 14 February 2018.)